# Drømmer jeg (sang)
"Drømmer jeg" er en sang af Johnny Deluxe sammen med Anna Nordell. Sangen er en dansk-svensk duet, dvs. sunget på svensk og dansk. Sangen udkom i 2004 på pladeselskabet Copenhagen Records.
Udfordringen at få harmonierne i de to sprog til at spille sammen løses således i omkvædet:
For jeg kan aldrig glemme dig – Åh nej, Åh nej; För jag kan aldrig glömma dig - åh nej, åh nej
Når jeg er vågen drømmer jeg – om dig, om dig; När jag är vaken drömmer jag - om dig, om dig
Drømmer du om mig?; Drömmer du om mig?
Drømmer du om mig...?; Drömmer du om mig...?

## Eksterne Henvisninger
- Johnny Deluxe - Hjemmeside Arkiveret 19. december 2003 hos  Wayback Machine
- Lyrics til Drømmer jeg her Arkiveret 6. oktober 2014 hos  Wayback Machine